# Ørum (Viborg)
Ørum is een plaats in de Deense regio Midden-Jutland, gemeente Viborg. De plaats telt 1315 inwoners (2008).
- Library of Congress Control Number: n80110765
- Virtual International Authority File: 148924150